# Sex ve třech
Sex ve třech (slangově „trojka") je sexuální aktivita mezi třemi lidmi. „Trojka" může také odkazovat na milostný trojúhelník, trojstranný romantický vztah. Převážně je „trojka" nejvíce aplikována na příležitostnou sexuální aktivitu, která probíhá mezi všemi třemi účastníky, „Trojka" může být také součásti dlouhodobého manželského vztahu, zde jde o polyamorie, nebo také Ménage à trois.
Sex ve třech je forma skupinového sexu, ale zahrnuje pouze tři lidi. Nejčastěji se uskutečňuje jako spontánní sexuální aktivita mezi přáteli, nebo jako cíleně uspořádána aktivita v komunitě podobně smýšlejících lidí, nebo jen jako naplánovaná jednorázová zkušenost. Některé páry využívají „trojku" pro navázání hlavního milostného trojúhelníku, tedy Ménage à trois.
„Trojka" vzniká jako společná fantazie páru. „Trojka" je obvykle prezentována v pornografii, jen zřídka v komerční filmografii. Tato sexuální aktivita může mít několik kombinací.

## Kombinace
Lidé, kteří se zapojí do „trojky" mohou být obou pohlaví a různé sexuální orientace. Každý se může zapojit dle svého uvážení, s jedním, či oběma partnery, může provozovat vaginální styk, anální styk, orální sex, masturbovat. Jeden nebo více účastníků se může zapojit pouze do autoerotické sexuální aktivity, bez fyzického kontaktu s ostatními účastníky. V tomto případě jde pouze o subjektivní definici, zda tato účast třetí osoby bez fyzického kontaktu představuje plnohodnotnou „trojku". Především se může týkat fetišistů, jako je např. voyeurismus nebo cuckolding.

### Heterosexuální
- Muž souloží střídavě se dvěma ženami, které mezi sebou nemají žádný sexuální styk.[10]
- Žena souloží se dvěma muži, kteří mezi sebou rovněž nemají žádný sexuální styk.[11]

### Bisexuální
- Muž souloží se dvěma bisexuálními ženami, které mají mezi sebou sexuální styk.[10][11][12]

- Žena souloží se dvěma bisexuálními muži, kteří mají mezi sebou sexuální styk.

### Homosexuální
- Tři muži, mají mezi sebou sexuální styk.[13]

- Tři ženy, mají mezi sebou sexuální styk.

## Galerie

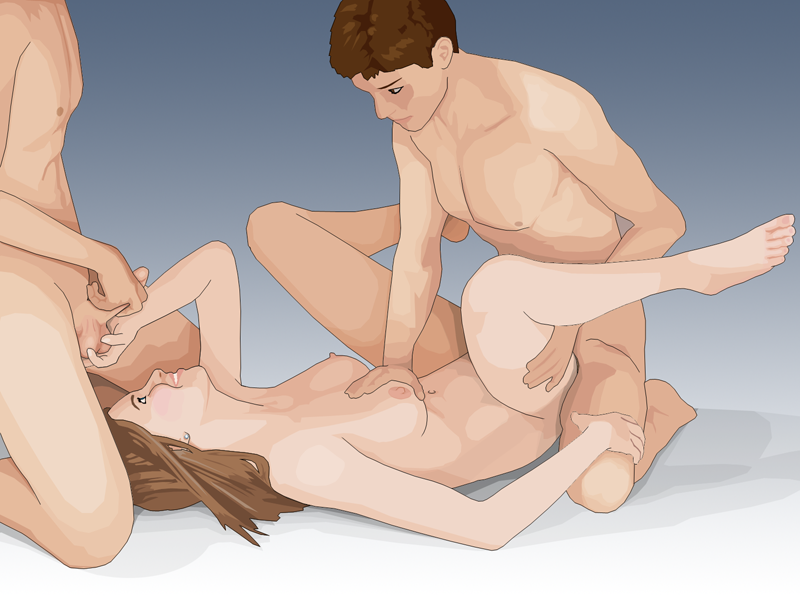
„Trojka" ženy se dvěma muži.
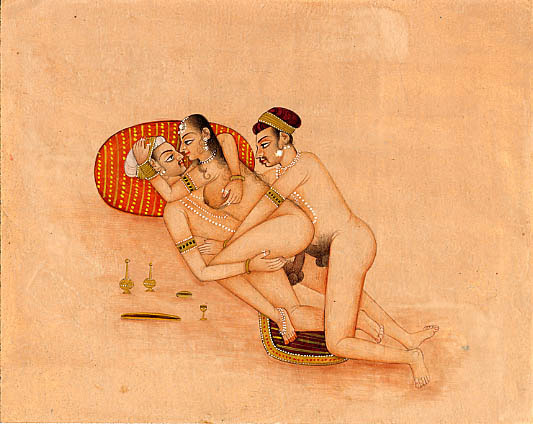
Kámasútra: „Trojka" s dvojitou penetrací.
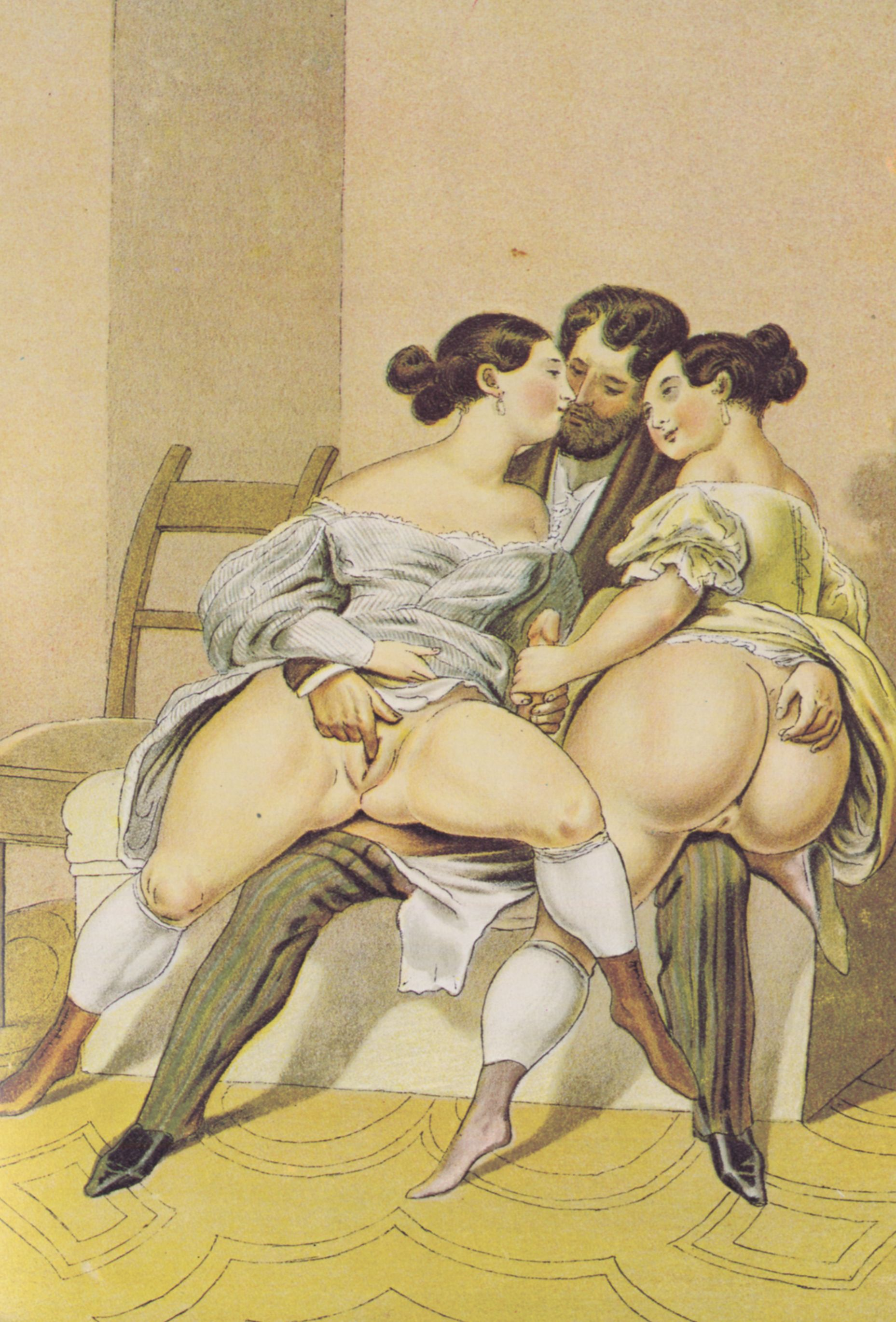
Malba Der Gemeinsame Freund od Peter Fend, z roku 1910: „Trojka" muže a dvou žen.
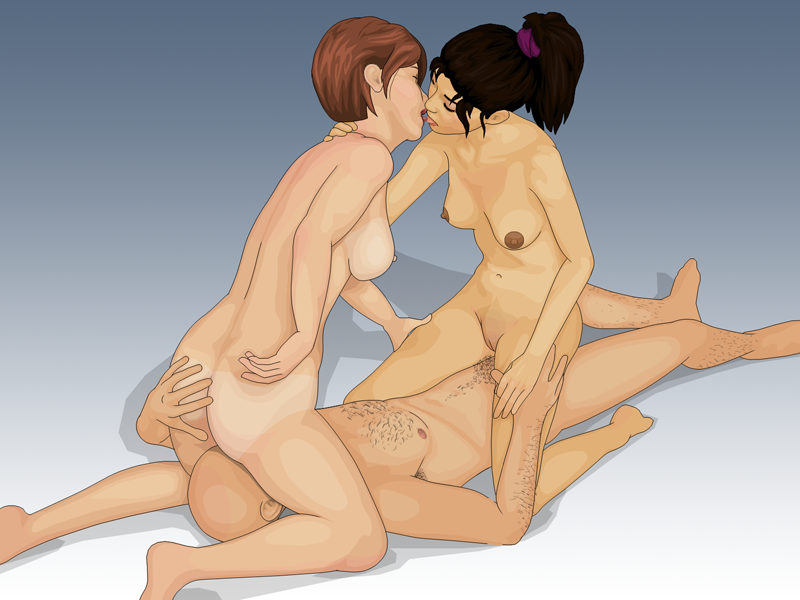
„Trojka" dvou žen a s jedním mužem.
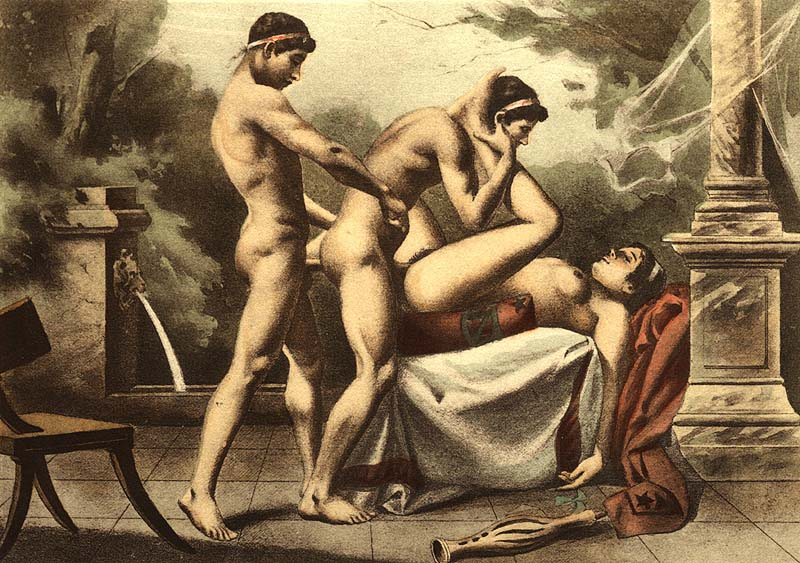
Malba od Édouard-Henri Avril: „Trojka" dvou mužů a ženy „De Figuris Veneris"
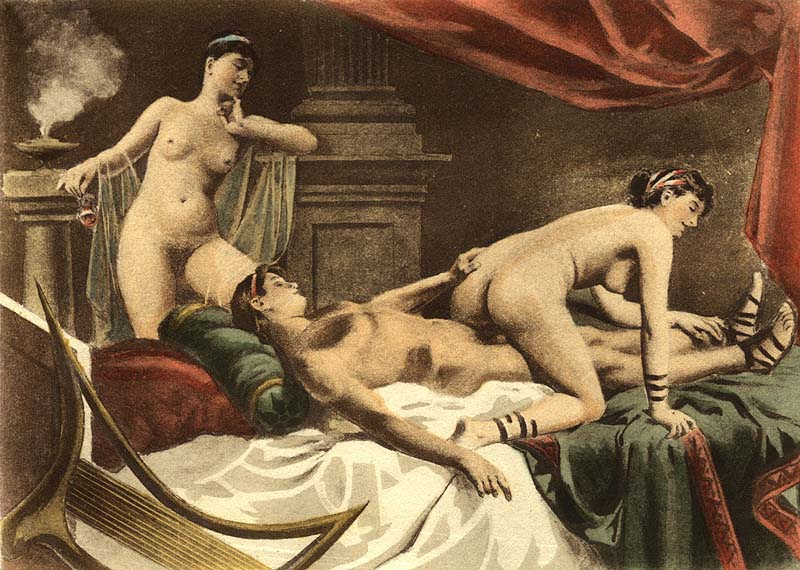
Malba od Édouard-Henri Avril, „Trojka" dvou žen a muže „De Figuris Veneris" s prvky voyerství.
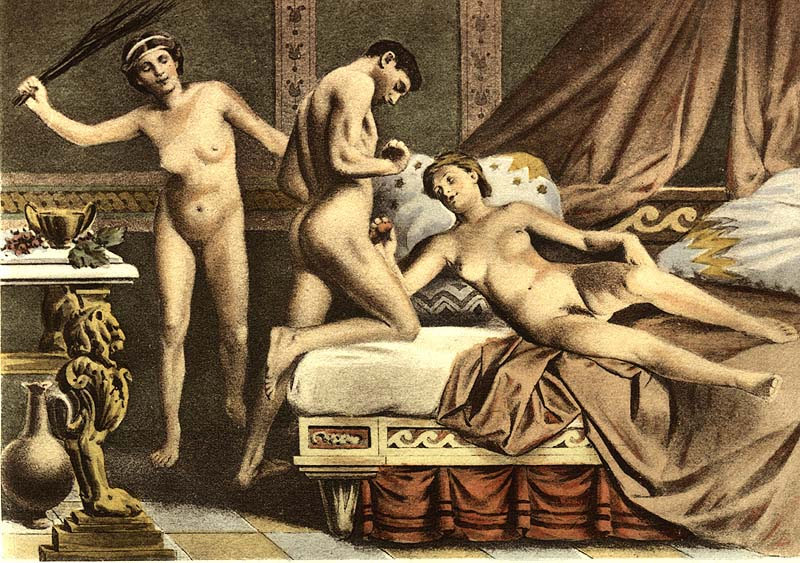
Malba od Édouard-Henri Avril, „Trojka" dvou žen a muže „De Figuris Veneris" s prvky SM
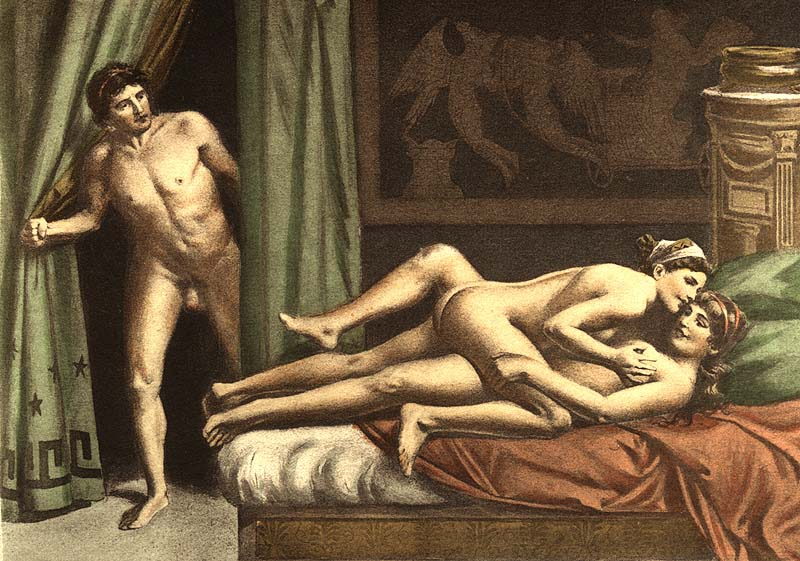
Malba od Édouard-Henri Avril, „Trojka" dvou žen a muže „De Figuris Veneris" s prvky kandaulismu

## Téma v umění
Na téma sexu ve třech bylo natočeno několik filmů, mimo pornografie, zde je 10 nejlepších snímků: Letní milenci (Summer Lovers, 1982), Švédská trojka (Threesome, 1994), Nebezpečné hry (Wild Things, 1998), Americké psycho (American Psycho, 2000), Zoolander (Zoolander, 2001), Mexická jízda (Y Tu Mamá También, 2001), Ken Park (Ken Park, 2002), Snílci (The Dreamers, 2003), Vicky Cristina Barcelona (Vicky Cristina Barcelona, 2008), Stud (Shame, 2011), Na cestě (On the Road, 2012), Divoši (Savages, 2012), Spring Breakers (Spring Breakers, 2012), Nebezpečné pokušení (Knock Knock, 2015) a Love (Love, 2015).